# رودخانه تی
رودخانه تی (به انگلیسی: Tille (river)) رودخانهای است که در فرانسه جریان دارد.